# Hospital São Lucas
O Hospital São Lucas (HSL) da Pontifícia Universidade Católica do Rio Grande do Sul iniciou suas atividades em outubro de 1976.
O HSL é um hospital geral, de natureza filantrópica, que assiste a pacientes adultos, abrangendo praticamente todas as especialidades médicas.
Na área de ensino, situa-se como campo de estágio curricular envolvendo, anualmente, mais de 800 alunos dos cursos de graduação, pós-graduação e profissionalizantes. No HSL são desenvolvidos projetos de pesquisa básica e clínica, em articulação com as faculdades da área das ciências da saúde, com o Instituto de Pesquisas Biomédicas e o Instituto de Geriatria e Gerontologia.
O Hospital São Lucas ocupa uma área construída de 49 mil metros quadrados. Sua capacidade abrange 661 leitos, sendo 508 de internação, 49 de cuidados intermediários e 104 de terapia intensiva. 
As unidades estão apoiadas por um moderno Centro de Diagnóstico por Imagem, que proporciona maior agilidade e segurança no atendimento e na condução do tratamento. O Centro Cirúrgico, de amplo porte, atende a demandas das especialidades cirúrgicas em nível de assistência a pacientes internados e ambulatoriais. 
O quadro profissional é composto por 2,6 mil funcionários contratados, 1.200 médicos do corpo clínico e 170 médicos residentes. Interligado ao Hospital funciona seu Centro Clínico, que abriga 80 clínicas e 68 especialidades médicas. 
A UTI pediátrica do hospital foi fundada em 1978, sendo a mais antiga do país e referência nacional no atendimento.

## Galeria

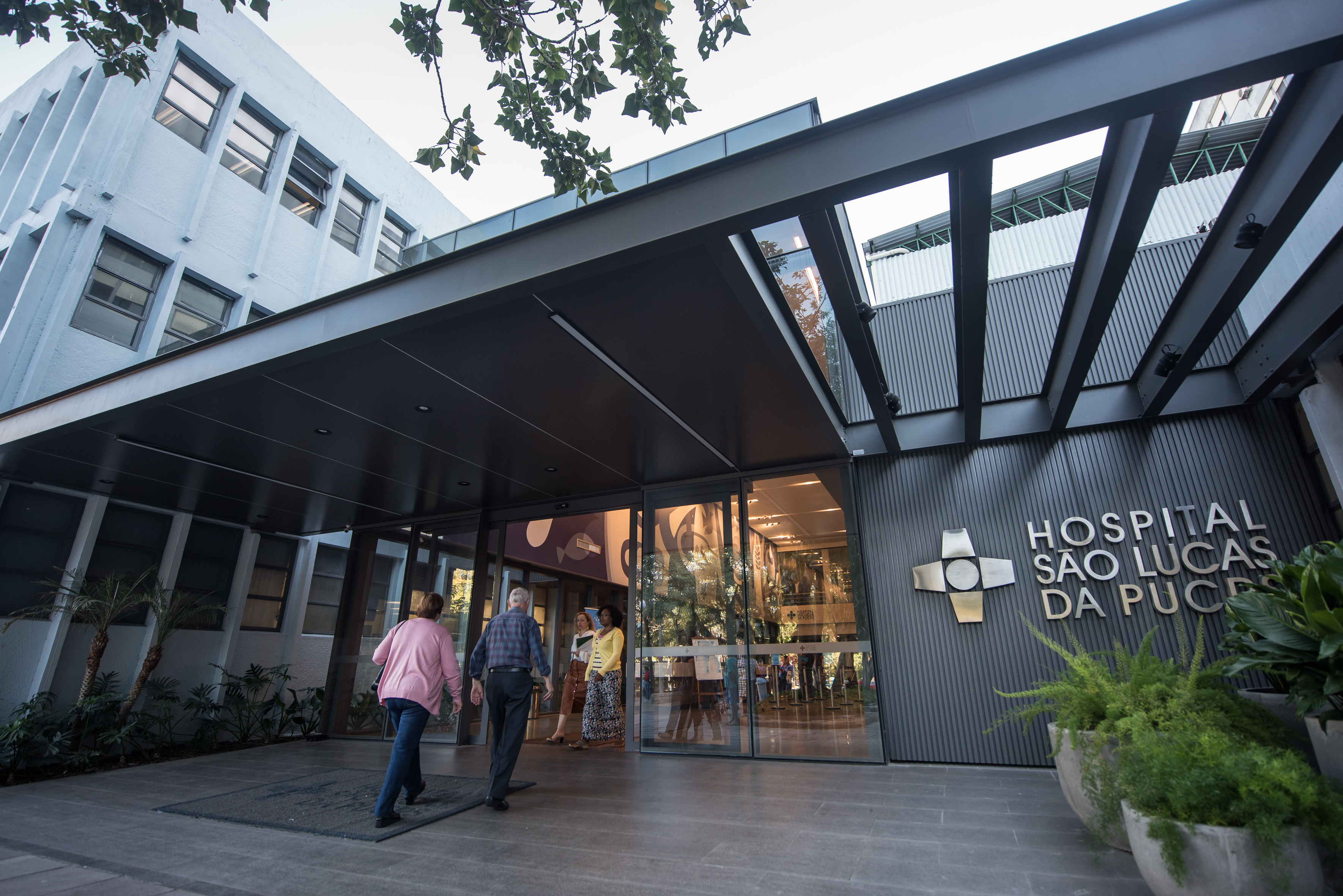
Entrada do HSL